# Поліцейський із Беверлі-Гіллз
«Поліціянт із Беверлі-Гіллз» (англ. Beverly Hills Cop) — кінофільм 1984 року режисера Мартіна Бреста, головні ролі в якому виконали Едді Мерфі, Джадж Рейнгольд, Ліза Айлбахер.

## Сюжет
Детройтський поліціянт Аксель Фоулі зустрічається зі шкільним другом, якого довго не бачив, і раптом того вбивають. У пошуках убивць поліціянт їде в Лос-Анджелес. Тут він натикається на глухе, але вперте неприйняття залітного вискочки місцевими поліціянтами, але за допомогою свого дивного дару знаходити вихід з будь-якої ситуації, Фоулі заручається симпатією і, відповідно, реальною підтримкою двох із них, влізаючи в безліч бійок, перестрілок, погонь з хорошою музикою і відмінним гумором.

## Саундтрек
Популярність отримав трек «Бананова тема» з фільму, або Axel F. Спочатку він призначався лише для епізоду з поїданням банана, але потім поширився на весь фільм.

## У ролях
- Едді Мерфі — детектив Аксель Фоулі
- Джадж Рейнхолд — детектив Біллі (Вільям) Роузвуд
- Джон Ештон[en] — детектив Джон Таггерт
- Пол Райзер — детектив Джеффрі Фрідман
- Ліза Айлбахер — Дженні Саммерс
- Ронні Кокс — лейтенант Ендрю Богоміл
- Стівен Беркофф — Віктор Мейтланд
- Джеймс Руссо — Майкі Тандіно
- Джонатан Бенкс — Зак
- Стівен Елліотт — шеф Габбард
- Джил Хілл[en] — інспектор Дуглас Тодд
- Арт Кімбро — детектив Фостер
- Джоел Бейлі[en] — детектив Маккейб
- Бронсон Пінчот — Серж
- Деймон Веянс — людина з бананами
- Мартін Брест — касир в готелі Beverly Palms (в титрах не зазначений)

## Нагороди
1985 — Оскар
Номінація — Найкращий сценарист (оригінальний сценарій)